# Parazitoid
Parazitoid je organizem, ki preživi znaten del svojega življenjskega kroga pritrjen na površini ali v notranjosti gostiteljskega organizma, s katerim se prehranjuje in ga sčasoma ubije, nakar živi samostojno. Običajno so parazitoidi specializirani na prehranjevanje z gostiteljem točno določene vrste in zelo učinkovito pretvarjajo energijo, ki jo dobijo s hrano, zato zrastejo razmeroma veliki v primerjavi z gostiteljem.
Tipičen primer so parazitoidne osice, ki izlegajo jajčeca v predstavnike drugih vrst žuželk, znotraj katerih se nato razvijejo ličinke in se prehranjujejo s tkivi gostitelja do preobrazbe, nakar se pregrizejo na površino in izletijo kot odrasle živali, gostitelj pa pogine. Za razliko od parazitoidov klasični zajedavci običajno ne povzročijo smrti gostitelja, plenilci pa ne živijo pritrjeni na njem, vendar obstaja v naravi mnogo primerov na meji med temi kategorijami.